# 仲兴镇
仲兴镇，原为仲兴乡，是中华人民共和国安徽省蚌埠市固镇县下辖的一个乡镇级行政单位。2022年5月18日撤乡设镇。

## 行政区划
仲兴镇下辖以下地区：
仲兴社区、陈圩村、孟庙村、中陈村、后楼村、棠棣村、余刘村、刘圩村、封寺村、何圩村、丁圩村、耿武村、张秦村、余桥村、红旗村、张巷村、土楼村、赵桥村、沱南村和沱西村。